# کفال پوزه‌باریک
کفال پوزه‌باریک (نام علمی: Chelon saliens) نام یک گونه از سرده کشف‌ماهی‌ها است.